# Eudorella fallax
Eudorella fallax is een zeekommasoort uit de familie van de Leuconidae. De wetenschappelijke naam van de soort is voor het eerst geldig gepubliceerd in 1909 door Zimmer.